# Hypocacculus vethi
Hypocacculus vethi är en skalbaggsart som först beskrevs av Heinrich Bickhardt 1912.  Hypocacculus vethi ingår i släktet Hypocacculus och familjen stumpbaggar. Inga underarter finns listade i Catalogue of Life.